# 四氟硼酸四乙腈合铜(I)
四氟硼酸四乙腈合铜(I)是一价铜的乙腈配离子的四氟硼酸盐，化学式为[Cu(CH3CN)4]BF4。它可由氟硼酸和氧化亚铜的乙腈悬浊液反应制得。它可以用于合成其它铜(I)配合物。